# El Besós y el Maresme

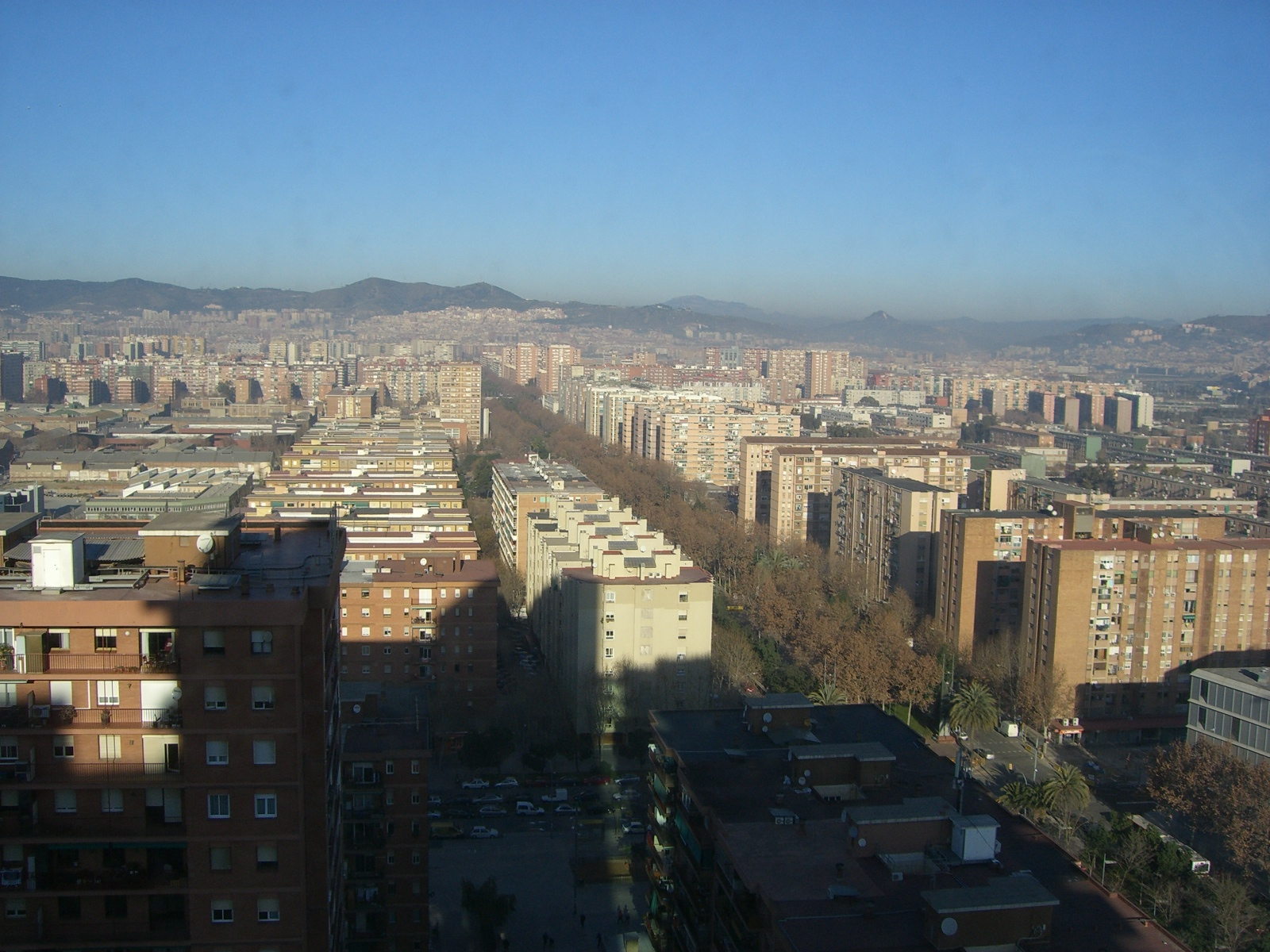
El Besós y el Maresme, con la rambla de Prim en el centro, visto desde el Hotel Princess.

El Besós y el Maresme es un barrio integrado en el distrito de San Martín de la ciudad de Barcelona, en la zona nordeste de la ciudad, limitando con el término municipal de San Adrián de Besós. Debe su nombre al núcleo habitado con nombre del río homónimo cercano y al Maresme, un núcleo habitado tradicional. 

## Historia[5]
Edificado a finales de los años años 60 y principios de los años años 70 sobre los campos y masías cercanas al río Besós, formado por diversos polígonos de viviendas de protección oficial y dividido en dos por la rambla de Prim, la antigua riera de Horta. Se edificó en dos núcleos diferenciados, Barrio del Besós (en su origen fue creado bajo la denominación de "Poblado del Sud-Oeste del Besós" y la colocación de su primera piedra la cual dio origen a la creación del barrio fue el 23/09/1959) y Barrio del Maresme (eje principal, calle del Maresme), aunque para el ayuntamiento de Barcelona sea tratado en la actual división administrativa por barrios de la ciudad como una sola unidad para la planificación de sus servicios vecinales y sociales. El barrio del Maresme tuvo raíz en un núcleo de viviendas bajas datadas a principios del siglo XX, entre las calles de Pere IV, Passatge Foret, Bolivia, Auger, Jubany y Marroc, rodeados en un principio de algunas masías y campos de cultivo, y posteriormente de industria textil, hasta que fueron creciendo los grupos de vivienda social en los años 50 y posteriores.
Estos barrios que acogían las masivas oleadas de inmigrantes surgieron con una carencia total de equipamientos y de servicios. Gracias a la continuada reivindicación vecinal el barrio mejoró su situación poco a poco desde los años 70 y se construyeron los equipamientos actuales. En cuanto a educación destaca el Instituto de Educación Secundaria Barri Besòs, que en sus primeros años compartió espacio educativo con el Instituto de Formación Profesional del mismo nombre.
En la zona de su litoral, se construyó el parque del Fòrum sobre terrenos ganados al mar, en espacios compartidos con el vecino municipio de San Adrián de Besós, creándose un gran espacio cívico en el que tuvo lugar el Fórum Universal de las Culturas 2004 de Barcelona. En el mismo lugar se edificó el nuevo Centro de Convenciones Internacional de Barcelona y el Edificio Fórum que desde el mes de marzo de 2011 acoge el Museo de Ciencias Naturales de Barcelona. Posteriormente se construyó la torre Diagonal Zero Zero, también se encuentran algunos hoteles de gran categoría.

## Transportes
Tres estaciones de metro se hallan situadas en estos barrios: Estación de El Maresme-Fòrum, Estación de Besòs Mar, Estación de Besòs. Asimismo numerosas líneas de autobús y de tranvía comunican al barrio con el centro de la ciudad de Barcelona y con otras localidades cercanas de su área metropolitana.
Una larga línea de metro pasa por el barrio, la L4, la amarilla.